# Вулиця Кругла (Львів)
Вулиця Кругла — вулиця у Шевченківському районі міста Львова, місцевість Голоско. Сполучає вулиці Замарстинівську та Під Голоском. Прилучається вулиця Заозерна.

## Історія та забудова
Вулиця виникла на початку XX століття у складі передміського селища Голоско. Після входження селища до меж міста 11 квітня 1930 року, вулиці колишнього села були перейменовані або ж новоутвореним вулицям надавалися певні назви. Лише у 1958 році вулиця отримала сучасну назву Кругла.
Вулиця забудована переважно одноповерховими садибами, хоча останніми роками триває масова забудова вулиці багатоповерхівками. Так, на вулиці Круглій, 9 збудують триповерхівку з вбудованими та прибудованими громадськими закладами й гаражем. Відповідні містобудівні умови та обмеження погодили на виконкомі ЛМР 7 лютого 2020 року. Будівництво вестиме корпорація «Карпатбуд». Поряд на вулиці Круглій, 7б цей же забудовник вже будує багатоповерховий ЖК «На Круглій, 5а».. Також з непарного боку, між вулицями Круглою та Варшавською розташований старий Голосківський цвинтар, закритий для поховань з 1970-х років. Більше того, існували плани ліквідації цього цвинтаря, та спорудження на його місці велетенського готелю. Однак, проти цих планів виступила місцева громада, а тому плани так і залишилися планами.